# Shark Attack - Squali all'attacco
Shark Attack - Squali all'attacco (Shark Attack) è un film per la televisione del 1999, diretto da Bob Misiorowski.

## Trama
Un biologo marino viene rapito da due assassini che lo gettano in pasto agli squali. Il giorno dopo Steven, un altro biologo, arriva in una città africana dove incontra la sua amica Corinne; i due raggiungono il porto dove Steven salva un bambino che era caduto dalla sua canoa mentre stava per finire mangiato da uno squalo.
Poco tempo dopo il dottor Miley e i suoi scienziati catturano uno squalo e scoprono che contiene il corpo di Mark (il biologo apparso all'inizio del film). Steven, venuto a conoscenza della sua morte, inizia subito le indagini con il pescatore Chris immergendosi in acqua con Corinne. Sul punto di risalire in superficie restano però intrappolati in una rete acquatica, ma dopo qualche sforzo, riescono a salire in superficie. Qui i due scoprono di essere nella terra degli indigeni: Chris rivela che soltanto loro hanno il diritto di catturare gli squali. Tornati a casa Steven conosce il signor Roddes, il capo della città. Una notte, Steven, per capire perché gli squali siano così aggressivi decide di ritornare nella terra degli indigeni con la sua squadra per catturare uno squalo bianco.
Tornati a casa Roddes informa i due che gli squali sono diventati più feroci che mai. Steven scopre che in giro c'è una malattia genetica che sta facendo ammalare molte persone, per cui Steven decide di immergersi insieme a Corinne in una gabba antisqualo per controllare, ma mentre cercano di aprire i barili per far uscire le bolle, vengono attaccati da tre squali bianchi; mentre risalgono, la gabbia comincia a bloccarsi, però alla fine i due riescono a risalire. Chris dice loro che mentre tirava su la gabbia qualcosa lo aveva colpito alle spalle. Qualche ora più tardi una donna viene morsa alla gamba da uno squalo ma fortunatamente Steven si tuffa scacciando via lo squalo. Ritornati a casa i due decidono di andare a letto, quando all'improvviso ricompaiono gli stessi assassini di Mark che rapiscono i due per gettarli in pasto agli squali: i due riescono a salvarsi facendosi credere morti.
La mattina dopo, i due avvisano Roddes dell'accaduto: mentre cercano di rilassarsi, vengono scoperti dagli agenti di polizia e sono costretti a fuggire insieme a Chris. Per risolvere la situazione Steven decide di infiltrarsi di nascosto nel laboratorio del dottor Miley con Corinne per caricare tutti i dati sul suo dischetto. Vengono però scoperti dal dottore: Miley si sorprende nel vederlo e ordina di dagli il dischetto, che lei getta nell'acquario e poi scappa. Steven riesce a scappare, ma Corinne rimane intrappolata. Con il dischetto pieno di dati, Steven e Chris fuggono in barca mettendosi in salvo.
Steven viene chiamato dal dottor Miley per un incontro con Roddes: dovrà venire da solo, altrimenti uccideranno Corinne. Non avendo altra scelta, Steven accetta, ma Chris gli dice che vorrebbe tornare a pescare e che ha già un piano per mandarlo da solo. Roddes e Miley sono infatti complici ed hanno organizzato l'assassinio di Mark. I due irrompono quindi nella casa di Roddes cercando dei documenti importanti nel suo armadio; Steven scopre che il problema è il petrolio. Dopo la scoperta i due avvisano tutti del problema, convincendo le persone della città ad unire le loro forze per andare a salvare Corinne. Steven, arrivato all'incontro, abbraccia Corinne e informa Roddes che ha scoperto il suo piano. Arrivano i rinforzi di Steven e combattono contro gli uomini di Roddes: dopo una sparatoria, Roddes uccide Miley e scappa in elicottero, inseguito da Steven, i quali entrambi cadono in acqua mentre l'elicottero si schianta. Un enorme squalo bianco attacca i due mentre cercano di salire su una boa galleggiante. Steven riesce a salire e aiuta anche Roddes ma è troppo tardi: anche lui viene divorato dallo squalo.

## Critica
Fantafilm scrive che si tratta di un "banale fanta-horror televisivo imbastito su una sceneggiatura farraginosa nella quale si intrecciano superficiali rimandi alle questioni della sperimentazione sugli animali e della tutela dell'ambiente: un prodotto di routine realizzato in fretta per cavalcare il successo di Deep Blue Sea."

## Sequel
Il film ha avuto tre sequel: Shark Attack 2 - Lo squalo bianco, Shark Attack 3: Emergenza squali e Shark Invasion.